# Voinovo, Silistra
Voinovo (în bulgară Войново, în română Cociular) este un sat în comuna Kainardja, regiunea Silistra, Dobrogea de Sud, Bulgaria. 
Între anii 1913-1940 a făcut parte din plasa Silistra a județului Durostor, România.

## Demografie
Componența etnică a satului Voinovo
     Turci (4,63%)
     Bulgari (95,36%)
     Nicio identificare (0%)
     Altele (0%)
La recensământul din 2011, populația satului Voinovo era de 151 locuitori. Din punct de vedere etnic, majoritatea locuitorilor (95,36%) erau bulgari, cu o minoritate de turci (4,63%). Pentru 0% din locuitori nu este cunoscută apartenența etnică.